# Nedžad Ibrišimović
Nedžad Ibrišimović (Sarajevo, 20. listopada 1940. – Sarajevo, 15. rujna 2011.)  bosanskohercegovački je književnik bošnjačkog podrijetla.

## Životopis
Nedžad Ibrišimović je rođen 1940. godine u Sarajevu. U trećoj godini života je ostao bez oca i s majkom odlazi u Žepče, gdje završava osnovnu školu. Nakon jednogodišnjeg pohađanja tehničke škole u Zenici, 1957. godine prelazi u Sarajevo i pohađa srednju školu za primijenjene umjetnosti, smjer kiparstvo i završava je 1961. godine. Nakon godinu dana nastavničkog rada u Žepču, upisuje studij filozofije u Sarajevu i diplomira 1977. godine. 
Bio je urednik u listovima Naši dani i Oslobođenje, jedno vrijeme bio je nastavnik u Goraždu, ali je uglavnom bio profesionalni književnik. U toku agresije na Bosnu i Hercegovinu izravno se uključio u obranu zemlje. Na Dobrinji je organizirao KZB Preporod koja je radila i u doba blokade ovog dijela Sarajeva. 
Član je Udruge likovnih umjetnika Bosne i Hercegovine od 1982. godine. Od 1982. do 2000. imao deset samostalnih izložbi. Bio je predsjednik je Društva pisaca Bosne i Hercegovine, od 1993. do 2001. godine, a od 1995. do 1998. glavni i odgovorni urednik časopisa za književnost "Život". Prevođen je na albanski, češki, engleski, turski, francuski, španjolski, njemački i talijanski jezik. Nakon izlaska iz tiska remek djela Vječnik (2005.), Društvo pisaca Bosne i Hercegovine ga je kandidiralo za Nobelovu nagradu. 
Umro je 15. rujna 2011. godine u Sarajevu u 71. godini života.

## Djela
- Kuća zatvorenih vrata (Sarajevo, 1964)
- Najbolji časovničar na svijetu" (radio drama), 1967.
- Pisac i njegova kreatura" (radio drama), 1968.
- Zlatni most" (radio drama), 1968.
- Ugursuz (Sarajevo, 1968)
- Karabeg (Sarajevo, 1971)
- Priče (Sarajevo, 1972)
- Glas koji je pukao o Egidiju" (radio drama), 1974.
- Živo i mrtvo (radio drama), 1978
- Zmaj od Bosne (Sarajevo, 1980)
- Car si ove hevte (Sarajevo, 1980)
- Šamili tubakovi (Sarajevo, 1984)
- Nakaza i vila (Sarajevo, 1986)
- Drame (Sarajevo, 1988)
- Kuća bez vrata i druge priče (Sarajevo, 1989)
- Braća i veziri (Sarajevo, 1989)
- Dva dana u Al-Akru (Sarajevo, 1989)
- Knjiga Adema Kahrimana napisana Nedžadom Ibrišimovićem Bosancem (Sarajevo, 1992)
- Zambaci moje duše (Sarajevo, 1994)
- Vječnik (Sarajevo, 2005)
- El-Hidrova knjiga (Sarajevo, 2011)

## Nagrade
- Nagradu za dramski tekst na Bledskog festivala, za televizijsku adaptaciju Ugursuza (1970)
- Nagradu Izdavačkog poduzeća "Svjetlost" za roman Karabeg (1971)
- Šestoaprilska nagrada grada Sarajeva za roman Ugursuz (1975)
- Nagrada Izdavačkog preduzeća "Veselin Masleša" za roman Braća i veziri (1989)
- Nagrada Društva pisaca Bosne i Hercegovine za knjigu Knjiga Adema Kahrimana (1992)
- Nagrada "Skender Kulenović" za Izabrana djela I - X (2004)
- Nagrada Bošnjačke zajednice kulture Preporod za roman Vječnik (2005)
- Nagrada Udruženja izdavača i knjižara Bosne i Hercegovine za roman Vječnik (2005)
- Nagrada Hasan Kaimija za roman Vječnik (2006)

## Vanjske povezice
- Nedžad Ibrišimović – proganjan zbog svojih islamskih uvjerenja